# 538

## Догађаји
- 12. март – Опсада Рима: Остроготски краљ Витигес завршава опсаду (после 374 дана) и напушта Рим. Повлачи се са својом готском војском на североисток дуж Виа Фламиније.
- Велизар напада Готе када су прешли Милвијски мост. После жестоког отпора, Витигес јуриша у паници, а многи су убијени или утопљени у реци.
- Готски рат: Витигес јача гарнизоне разних градова и опседа Ариминум. Византијске снаге под командом јерменског генерала Нарсеса стижу у Пиценум (Италија).
- Април – Велизар обезбеђује Лигурију, Медиолан (савремено Милано) и Ариминум, али несугласице, посебно са Нарсесом, доводе до нејединства у византијској војсци.
- Лето – Краљ Теудеберт И шаље малу франачку војску преко Алпа и побеђује Готе и Византинце код реке По. Велизар се повлачи у Тоскану.
- Ситас, византијски генерал, гуши побуну у Јерменији у знак протеста против великих пореза. Током кампање убија га Артабан, вођа побуне.
- Краљ Сеонг од Паекчеа (Кореја) премешта престоницу из Унгђина (данашњи Гонгџу) јужније у Саби (данашњи округ Бујео), на реци Геум. Он шаље дипломатску мисију која формално уводи будизам на јапански царски двор.
- Период Кофун се завршава и почиње период Асука, други део Јамато периода у Јапану.
- Као резултат прогона од стране Византијског царства, хришћани монофизити оснивају Коптску цркву у Александрији.
- Одржава се Трећи сабор у Орлеану који забрањује рад на селу у недељу.
- Први пут од указа цара Јустинијана из 533. године, којим је Јован (Епископ Рима) постао главни епископ свих цркава у Римском царству, да превласт римског епископа над Црквом заправо може да спроведе папа Вигилије.
- Трећа година глади широм света, последица екстремних временских прилика 535–536.